# Luisa Federica di Württemberg
Luisa Federica di Württemberg (Stoccarda, 3 febbraio 1722 – Amburgo, 2 agosto 1791) fu per nascita duchessa del Württemberg e, a seguito di matrimonio, duchessa consorte di Meclemburgo-Schwerin.

## Biografia
Fu l'unica figlia sopravvissuta del principe ereditario Federico Luigi di Württemberg e di sua moglie, la margravia Enrichetta Maria di Brandeburgo-Schwedt.
La morte improvvisa del padre, deceduto nel 1731, determinò l'estinzione della linea principale della casata del Württemberg, cosicché il ducato passò nelle mani di Carlo Alessandro della linea dei Wurttemberg-Winnental, che si era convertito al Cattolicesimo.
Il 2 marzo 1746 sposò il principe ereditario, in seguito duca, Federico II di Meclemburgo-Schwerin. Il matrimonio venne celebrato, a causa della morte prematura del padre della sposa, nel castello di Schwedt, residenza di suo zio materno, il margravio Federico Guglielmo di Brandeburgo-Schwedt.
Dalle nozze non nacque però alcun figlio, cosicché alla morte del marito, il ducato venne ereditato da suo fratello Federico Francesco I. La duchessa nel corso degli anni successivi al 1760 si spostava, durante la stagione estiva, nel castello di Anfang, che aveva in questo periodo acquistato ad Amburgo. Dalla fine del 1786 essa stabilì la propria residenza vedovile nel Rostocker Palais. Si spense ad Amburgo, il 2 agosto 1791, e venne sepolta, accanto al marito, nella chiesa del palazzo di Ludwigslust.
Il suo ritratto "mit Mohrenknaben" (1772), del pittore di corte Georg David Matthieu, fa parte della collezione dello Staatliches Museum Schwerin.

## Ascendenza
|                                             |                                         |                                                               | Genitori                                                   |  |  | Nonni |  |  | Bisnonni                             |  |  | Trisnonni                       |  |
|                                             |                                         |                                                               |                                                            |  |  |       |  |  | 8. Guglielmo Ludovico di Württemberg |  |  | 16. Eberardo III di Württemberg |  |
|                                             |                                         |                                                               |                                                            |  |  |       |  |  | 8. Guglielmo Ludovico di Württemberg |  |  | 16. Eberardo III di Württemberg |  |
|                                             |                                         | 17. Anna Caterina Dorotea di Salm-Kyrburg                     |                                                            |  |  |       |  |  | 8. Guglielmo Ludovico di Württemberg |  |  |                                 |  |
| 4. Eberardo Ludovico di Württemberg         |                                         |                                                               |                                                            |  |  |       |  |  | 8. Guglielmo Ludovico di Württemberg |  |  |                                 |  |
|                                             |                                         | 9. Maddalena Sibilla d'Assia-Darmstadt                        | 18. Luigi VI d'Assia-Darmstadt                             |  |  |       |  |  |                                      |  |  |                                 |  |
|                                             |                                         | 9. Maddalena Sibilla d'Assia-Darmstadt                        | 18. Luigi VI d'Assia-Darmstadt                             |  |  |       |  |  |                                      |  |  |                                 |  |
|                                             |                                         | 9. Maddalena Sibilla d'Assia-Darmstadt                        | 19. Maria Elisabetta di Holstein-Gottorp                   |  |  |       |  |  |                                      |  |  |                                 |  |
| 2. Federico Luigi di Württemberg            |                                         | 9. Maddalena Sibilla d'Assia-Darmstadt                        |                                                            |  |  |       |  |  |                                      |  |  |                                 |  |
|                                             |                                         | 10. Federico VII di Baden-Durlach                             | 20. Federico VI di Baden-Durlach                           |  |  |       |  |  |                                      |  |  |                                 |  |
|                                             |                                         | 10. Federico VII di Baden-Durlach                             | 20. Federico VI di Baden-Durlach                           |  |  |       |  |  |                                      |  |  |                                 |  |
|                                             |                                         | 10. Federico VII di Baden-Durlach                             | 21. Cristina Maddalena del Palatinato-Zweibrücken-Kleeburg |  |  |       |  |  |                                      |  |  |                                 |  |
| 5. Giovanna Elisabetta di Baden-Durlach     |                                         | 10. Federico VII di Baden-Durlach                             |                                                            |  |  |       |  |  |                                      |  |  |                                 |  |
|                                             |                                         | 11. Augusta Maria di Holstein-Gottorp                         | 22. Federico III di Holstein-Gottorp                       |  |  |       |  |  |                                      |  |  |                                 |  |
|                                             |                                         | 11. Augusta Maria di Holstein-Gottorp                         | 22. Federico III di Holstein-Gottorp                       |  |  |       |  |  |                                      |  |  |                                 |  |
|                                             |                                         | 11. Augusta Maria di Holstein-Gottorp                         | 23. Maria Elisabetta di Sassonia                           |  |  |       |  |  |                                      |  |  |                                 |  |
| 1. Luisa Federica di Württemberg            |                                         | 11. Augusta Maria di Holstein-Gottorp                         |                                                            |  |  |       |  |  |                                      |  |  |                                 |  |
|                                             | 12. Federico Guglielmo I di Brandeburgo | 24. Giorgio Guglielmo di Brandeburgo                          |                                                            |  |  |       |  |  |                                      |  |  |                                 |  |
|                                             | 12. Federico Guglielmo I di Brandeburgo | 24. Giorgio Guglielmo di Brandeburgo                          |                                                            |  |  |       |  |  |                                      |  |  |                                 |  |
|                                             | 12. Federico Guglielmo I di Brandeburgo | 25. Elisabetta Carlotta del Palatinato-Simmern                |                                                            |  |  |       |  |  |                                      |  |  |                                 |  |
| 6. Filippo Guglielmo di Brandeburgo-Schwedt | 12. Federico Guglielmo I di Brandeburgo |                                                               |                                                            |  |  |       |  |  |                                      |  |  |                                 |  |
|                                             |                                         | 13. Sofia Dorotea di Schleswig-Holstein-Sonderburg-Glücksburg | 26. Filippo di Schleswig-Holstein-Sonderburg-Glücksburg    |  |  |       |  |  |                                      |  |  |                                 |  |
|                                             |                                         | 13. Sofia Dorotea di Schleswig-Holstein-Sonderburg-Glücksburg | 26. Filippo di Schleswig-Holstein-Sonderburg-Glücksburg    |  |  |       |  |  |                                      |  |  |                                 |  |
|                                             |                                         | 13. Sofia Dorotea di Schleswig-Holstein-Sonderburg-Glücksburg | 27. Sofia Edvige di Sassonia-Lauenburg                     |  |  |       |  |  |                                      |  |  |                                 |  |
| 3. Enrichetta Maria di Brandeburgo-Schwedt  |                                         | 13. Sofia Dorotea di Schleswig-Holstein-Sonderburg-Glücksburg |                                                            |  |  |       |  |  |                                      |  |  |                                 |  |
|                                             |                                         | 14. Giovanni Giorgio II di Anhalt-Dessau                      | 28. Giovanni Casimiro di Anhalt-Dessau                     |  |  |       |  |  |                                      |  |  |                                 |  |
|                                             |                                         | 14. Giovanni Giorgio II di Anhalt-Dessau                      | 28. Giovanni Casimiro di Anhalt-Dessau                     |  |  |       |  |  |                                      |  |  |                                 |  |
|                                             |                                         | 14. Giovanni Giorgio II di Anhalt-Dessau                      | 29. Agnese d'Assia-Kassel                                  |  |  |       |  |  |                                      |  |  |                                 |  |
| 7. Giovanna Carlotta di Anhalt-Dessau       |                                         | 14. Giovanni Giorgio II di Anhalt-Dessau                      |                                                            |  |  |       |  |  |                                      |  |  |                                 |  |
|                                             |                                         | 15. Enrichetta Caterina d'Orange                              | 30. Federico Enrico d'Orange                               |  |  |       |  |  |                                      |  |  |                                 |  |
|                                             |                                         | 15. Enrichetta Caterina d'Orange                              | 30. Federico Enrico d'Orange                               |  |  |       |  |  |                                      |  |  |                                 |  |
|                                             |                                         | 15. Enrichetta Caterina d'Orange                              | 31. Amalia di Solms-Braunfels                              |  |  |       |  |  |                                      |  |  |                                 |  |
|                                             |                                         | 15. Enrichetta Caterina d'Orange                              |                                                            |  |  |       |  |  |                                      |  |  |                                 |  |